# Welcome Stadium
Le Welcome Stadium est un stade omnisports américain situé à Dayton, dans l'Ohio.
Le stade, doté de 11 000 places, sert d'enceinte à domicile à l'équipe de football américain des Dayton Flyers, ainsi qu'à l'équipe de soccer des Dayton Dynamo.

## Histoire
Le stade sert également pour les écoles publiques de la ville de Dayton.

## Événements
- 1961 : Aviation Bowl (football américain)
- 1999-2003 : Finale du Ohio High School State Track and Field (athlétisme)
- 1953 et 1957 : Championnats des États-Unis d'athlétisme (athlétisme)
- 1963 et 1969 : Championnats des États-Unis d'athlétisme féminin (athlétisme)

## Galerie

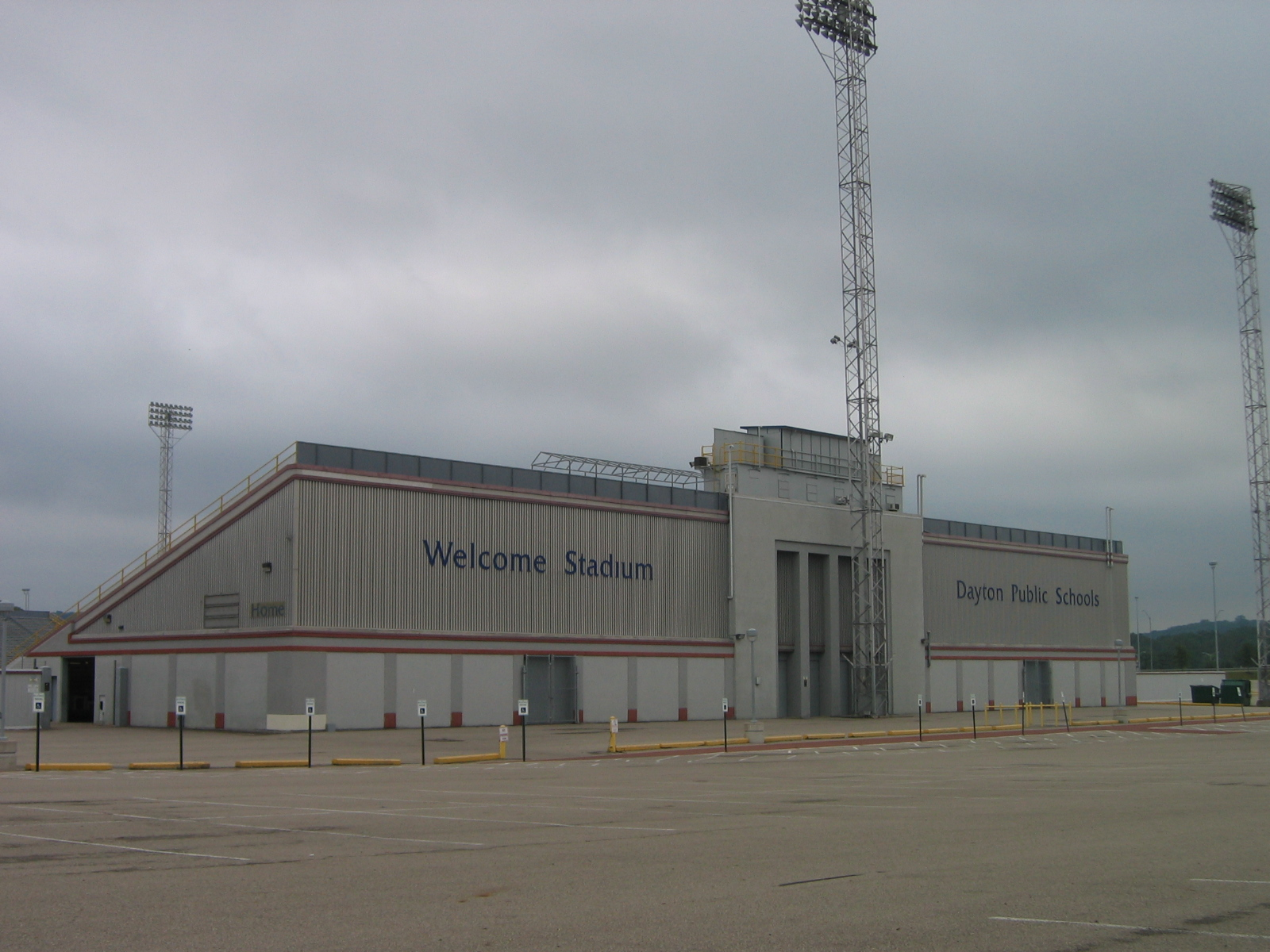
Entrée du stade